# Kompetenz (Bakterien)
Kompetenz ist die Fähigkeit von Zellen, im umgebenden Medium frei vorhandene DNA aufzunehmen; sie ist damit Voraussetzung für die Transformation von Bakterien oder auch Archaeen.
Nur bestimmte Bakterien- oder Archaeenarten, wie z. B. Bacillus subtilis, Streptococcus pneumoniae, Haemophilus influenzae oder Neisseria gonorrhoeae (Bakterien) bzw. Thermococcus kodakarensis (Archaeen) zeigen eine natürliche Kompetenz. Das Genom dieser Arten verfügt über spezifische Gene, deren Genprodukte für die Erkennung von DNA, deren Aufnahme in die Zelle und Integration durch Rekombination in das Genom verantwortlich sind (sogenannte com-Gene).
Natürliche Kompetenz wurde zuerst 1928 von Frederick Griffith an "Pneumokokken" (Streptococcus pneumoniae) entdeckt, die durch Transformation Erbinformation aus einem durch Hitzebehandlung abgetöteten Stamm aufnahmen (Griffiths Experiment).
1944 nutzte Oswald Avery die Kompetenz bei seinen berühmten Versuchen zum Nachweis der DNA als Träger der Erbinformationen. John Spizizen entdeckte 1961 die Kompetenz in B. subtilis und beschrieb ein spezielles Nährmedium: Bei der Kultivierung von B. subtilis in diesem Medium zeigt die wachsende Bakterienkultur innerhalb eines Zeitfensters von etwa 30 Minuten maximale Expression der Kompetenzgene. Diese Entdeckung erleichterte die Entwicklung von Genkarten für B. subtilis und führte letztendlich dazu, dass B. subtilis ein Modellorganismus für die Genetik der grampositiven Bakterien wurde. 
Jedoch ist die Kompetenz streng reguliert, ist demnach nicht konstitutiv vorhanden und kann in bestimmten Arten, z. B. B. subtilis über Quorum sensing gesteuert werden. Bei Kultivierung in Spizizens Spezialmedium zeigen die B. subtilis-Zellen eine Heterogenität ihrer Kompetenzeigenschaften, zum Zeitpunkt der maximalen Kompetenz sind nur etwa 30 % der Zellen in einer Kultur tatsächlich kompetent.
Nicht natürlich kompetent ist das Darmbakterium Escherichia coli, das heißt, im Genom von E. coli ist kein kompletter Satz Kompetenzgene vorhanden. Mit Hilfe einer Calciumchlorid-Behandlung und anschließendem Hitzeschock kann jedoch durch einen im Detail noch nicht bekannten Mechanismus künstliche Kompetenz erreicht werden, wenn auch zu einer geringeren Rate. Alternativ kann in so genannten elektrokompetenten Bakterien (z. B. Agrobacterium tumefaciens) DNA mittels Elektroporation eingeschleust werden. Die so hergestellte künstliche Kompetenz der E. coli-Zellen wird in der Molekularbiologie in Form der Transformationseffizienz gemessen. Sie ist definiert als die Anzahl der Bakterienkolonien die pro µg Plasmid-DNA aus der Transformation hervorgehen. Sie liegt üblicherweise zwischen 107 und 1010/µg. Als Test-DNA dienen Vektoren wie zum Beispiel pUC18 oder pBR322.
In der Natur dient Kompetenz im Wesentlichen der Reparatur mutierter DNA-Abschnitte und der Evolution durch Aufnahme von Fremdgenen durch Horizontalen Gentransfer. Bei pathogenen Bakterien wie S. pneumoniae und N. gonorrhoeae ist die Kompetenz auch für die Übertragung von Antibiotikaresistenzgenen verantwortlich. E. coli kann mit Hilfe des nicht kompletten Reservoirs der Kompetenzgene DNA als C-, N- und P-Quelle verwerten.